# Lilleåmarked
Lilleåmarked er en årlig byfest i Hadsten. Det afholdes den anden weekend i august. Markedet bliver arrangeret af Lions Club Hadsten og det blev første gang afholdt i 1978. 
Overskuddet deles ud til det lokale foreningsliv i det efterfølgende år.
I 2020 og 2021 blev markedet aflyst grundet coronaviruspandemien, men markedet blev afholdt igen i 2022.

## Arrangementer
Siden begyndelsen har der været kræmmermarked og i de seneste år har der været tivoli i form af Nordisk Tivolipark.
I det store telt er der spisning og teltfest lørdag aften, mens der hver formiddag arrangeres underholdning for børnene. I 2011 var der et nyt tiltag, nemlig Tyroler-fest med lederhosen og Sussi og Leo.
I de senere år har populære bands som Stig & Vennerne og Shu-Bi-Dua 2.0 spillet til festen fredag aften.